# Margites
Margites (gr. Μαργίτης) – przypisywany Homerowi poemat heroikomiczny. Nie zachował się do dzisiejszych czasów, znane są jedynie trzy niewielkie i pełne luk fragmenty odnalezione na papirusach z Oksyrynchos.
Tradycja antyczna uważała Margitesa za pierwsze dzieło Homera, napisane przezeń w latach młodzieńczych w Kolofonie (Certamen Homeri et Hesiodi) lub na Chios (Pseudo-Herodot). Poemat był w starożytności bardzo popularny, zaś Arystoteles w Poetyce uznał jego znaczenie dla komedii.
Margites był poematem heksametryczno-jambicznym. Jego treścią była historia niejakiego Margitesa (imię to można tłumaczyć jako „głupiec”, „rozpustnik”, „lubieżnik”), który nie wiedział, jak odbyć stosunek płciowy z żoną.